# Arboricol

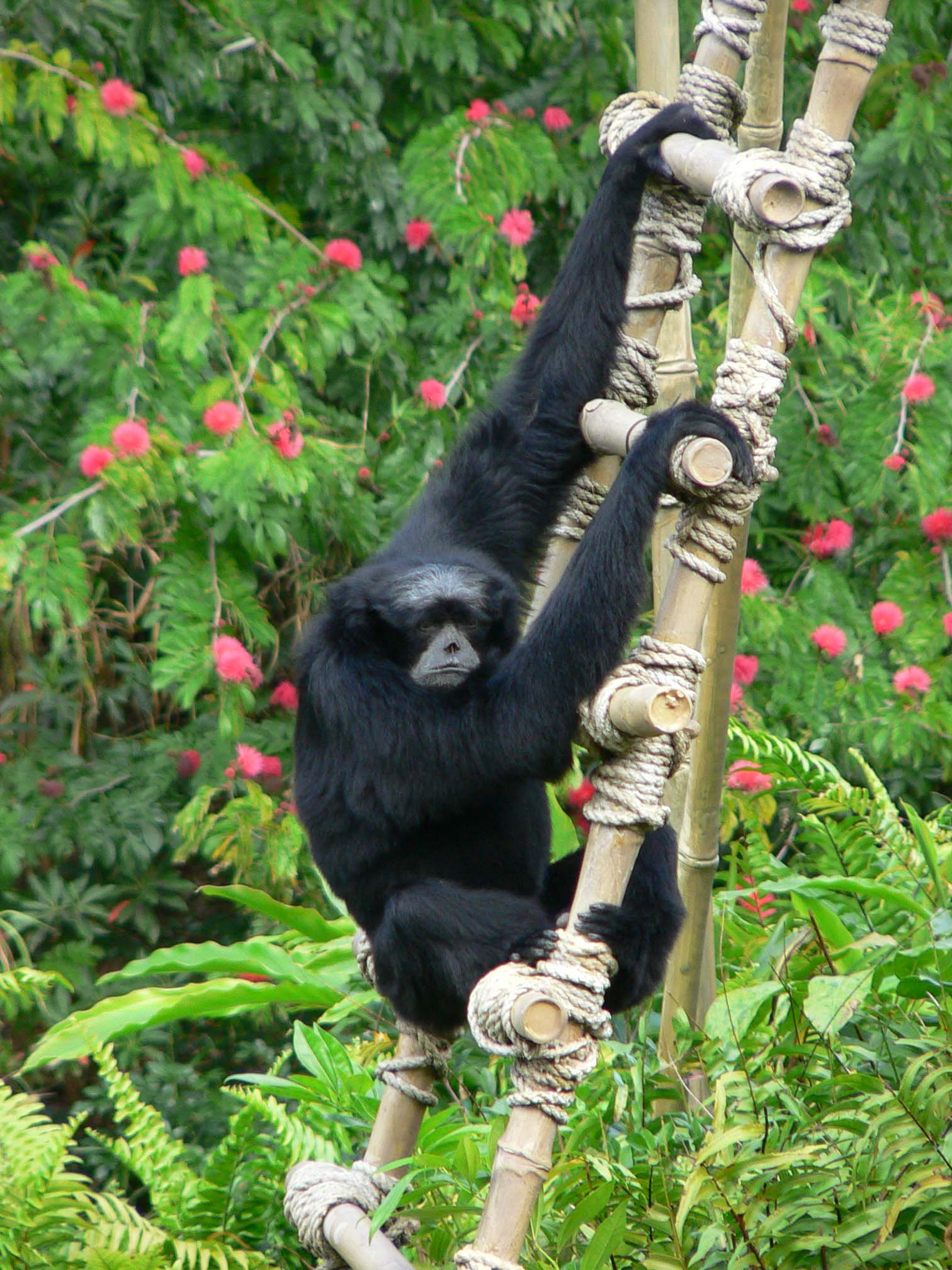
Im Zoo müssen oft Ersatzlösungen für baumbewohnende Arten angeboten werden, hier für den Siamang, einen typisch arboricolen Affen

Als arboricol bzw. arborikol (lat. arbor „Baum“, colere „bewohnen“) bezeichnet man eine Lebensweise von Tieren, die in Bäumen oder Sträuchern leben und sich an diesen Lebensraum angepasst haben. Besonders bei größeren Tierarten ist die Lebensweise in Baumkronen mit einer Reihe von besonderen Eigenschaften und anatomischen Merkmalen verbunden, darunter etwa die Ausbildung eines Greifschwanzes oder anderer Möglichkeiten, sich an Ästen festzuhalten. Auch im Verhalten, etwa bei der Fortbewegung, gibt es spezielle Anpassungen an das Baumleben.
Typische arboricole Lebewesen finden sich mit Affen und Hörnchen sowie Faultieren, Koalas und Flughunden unter den Säugetieren, aber auch viele Vögel, Reptilien (u. a. Schlangen), Amphibien und Insekten leben auf Bäumen.